# Actinodaphne reticulata
Actinodaphne reticulata är en lagerväxtart som beskrevs av Carl Daniel Friedrich Meisner. Actinodaphne reticulata ingår i släktet Actinodaphne och familjen lagerväxter. Inga underarter finns listade i Catalogue of Life.